# Боккамацца, Джованни
Джованни Боккамацца (итал. Giovanni Boccamazza), (?, Рим — 10 августа 1309, Авиньон) — итальянский кардинал, декан Коллегии кардиналов с 1302 года, двоюродный брат папы Гонория IV.

## Биография
15 августа 1278 года избран архиепископом Монреале, бежал от Сицилийского восстания 1282 года. Консистория 22 декабря 1285 года провозгласила его кардиналом-епископом Фраскати. Участвовал в Конклавах 1287—1288 годов (Николай IV), 1292—1294 годов (Целестин V), 1294 года (Бонифаций VIII), 1303 года (Бенедикт XI) и 1304—1305 годов (Климент V).